# Cezary Bodzianowski
Cezary Bodzianowski – polski artysta, performer. Absolwent Państwowego Liceum sztuk Plastycznych w Bydgoszczy, które ukończył w 1986 r. W latach 1988–1990 studiował na Akademii Sztuk Pięknych w Warszawie, a w latach 1990–1994 w Królewskiej Akademii Sztuk Pięknych w Antwerpii. Mieszka i pracuje w Łodzi.
W 2004 otrzymał Paszport „Polityki” w kategorii „sztuki wizualne”.

## Niektóre akcje artysty
1996
- Świtezianka: Z samego rana, gdy ludzie szykują się do pracy, artysta ubrany w strój podpułkownika saperów pojawił się na jednym z łódzkich blokowisk. Na podnośniku przemieszczał się z okna do okna i pukając zapraszał mieszkańców do rozmowy.
- Ciuciubabka: W środku dnia w Łodzi, artysta pokonywał zatłoczone ulice w zarzuconej na głowie skórzanej kurtce i z rękoma skutymi w kajdankach.

1997
- O sole mio: W Olsztynie, artysta przy pomocy pracowników Planetarium, starał się przesunąć odrobinę światła z Planetarium do Galerii Sztuki Współczesnej. Uczestników akcji ustawił w taki sposób, aby za pomocą lusterek przekazywali sobie światło z Planetarium, aż do galerii. Na ścianie galerii pojawił się „zajączek”.
- Hey bo: Artysta wypożyczył z Toruńskiego muzeum kilka meteorytów, które umieścił w siatce na zakupy wraz z pantoflami. Przez kilka godzin stał nieruchomo przed wejściem do muzeum.

1998
- Calibabka: Na Rynku Głównym w Krakowie, artysta przez siedem godzin spacerował wśród ludzi i „z zimną krwią wlepiał wzrok” w wybrane kobiety.

1999
- Grzybobranie: Bodzianowski usadowił się przy drodze, ubrany w czerwony przeciwdeszczowy płaszcz. Przed sobą postawił puste koszyczki, kobiałki i wiaderko. Kierowcy zatrzymywali się przy nim, aby dokonać zakupów.

2001
- WF: Artysta wcielił się w jednym z warszawskich liceów w postać nauczyciela WF i prowadził lekcję z grupą dziewcząt z II klasy.
- 1001 drobiazgów: Artysta pomagał ludziom w zakupie biletów do Muzeum Narodowego w Krakowie. Stał w bardzo długiej kolejce i gdy dochodził do kasy, zamieniał się miejscami z ostatnią osobą w kolejce. Pomógł w ten sposób kilku osobom!

2002
- Cyrk Arena: Ubrany w czarne majtki i sandały, Bodzianowski kłusował wokół nieczynnej areny cyrkowej w Warszawie.

2003
- Urbi et orbi: Artysta przez godzinę służył za słup ogłoszeniowy. Stał na baczność przed bramą Uniwersytetu Warszawskiego w płaszczu obszytym paskami z ponacinanymi ogłoszeniami. Co 5 minut obracał się o 45 stopni. Przechodnie mogli oderwać sobie interesujące ich ogłoszenie.

2004
- Sztuczny tłum: Bodzianowski okleił tramwaj na zewnątrz naklejkami, które są zwykle wewnątrz pojazdu. Akcja miała zwrócić uwagę odbiorców na rolę komunikatu w świecie.
- Unik: Artysta w budynku przy ul. Narutowicza 77 w Łodzi (Dział Obsługi Klienta MPK-Łódź) niespodziewanie przysiadał się do pracujących tam osób i opowiadał im o Strzemińskim, o którym wykładał właśnie w budynku przy Narutowicza, gdy znajdowała Akademia Sztuk Pięknych w Łodzi. Rozmawiał z pracownikami MPK na temat postrzegania obrazu i dzieła sztuki pod kątem „unizmu”.

2006
- Czapka niewidka: Artysta schylał się pod każdym mijanym oknem. Chował się m.in. przy siedzibach policji, sądu, izby skarbowej oraz banku. Chowając się przebył w Łodzi trasę od rogu ulic Piotrkowskiej i Wigury aż do al. Kościuszki przy ul. 6 Sierpnia, gdzie z uczuciem ulgi się wyprostował.